# Sjarhej Daschkewitsch
Sjarhej Daschkewitsch (belarussisch Сяргей Дашкевіч, russisch Сергей Владимирович Дашкевич/Sergei Wladimirowitsch Daschkewitsch; * 10. Januar 1982 in Wizebsk) ist ein ehemaliger belarussischer Biathlet.
Sjarhej Daschkewitsch ist Sportlehrer und lebt in Baryssau. Der Athlet von Dinamo Minsk wird von Wladimir Kapschukow und Sjarhej Ramanouski trainiert. Seit 2000 betreibt er Biathlon, seit 2006 gehört er zum Nationalkader von Belarus.
Daschkewitsch nahm erstmals 2001 in Chanty-Mansijsk an einer Junioren-Weltmeisterschaft teil. Während die Ergebnisse in Sprint, Verfolgung und Staffel nicht nennenswert waren, gewann er im Einzel die Silbermedaille hinter seinem Landsmann Witali Tschernischew. Auch bei den Welttitelkämpfen der Junioren im Jahr darauf in Ridnaun gewann er mit der Staffel und im Verfolgungsrennen Bronzemedaillen. Weniger erfolgreich war die Junioren-WM 2003 in Kościelisko, wo Rang fünf mit der Staffel sein bestes Ergebnis war. Nachdem die Junioren-Europameisterschaft 2002 in Kontiolahti weitgehend erfolglos geblieben war, konnte er 2003 in Forni Avoltri Staffelsilber gewinnen. Auch im Sommer des Jahres trat er an selber Stelle, nun zu der Weltmeisterschaft im Sommerbiathlon, an. In allen drei Einzelrennen platzierte Daschkewitsch sich zwischen den Rängen 16 und 19. Mit der Staffel erreichte der Belarusse Platz fünf.
Nach mehreren Einsätzen in der Saison 2002/03 im Junioren-Europacup der Biathleten und einem ersten Einsatz in der Mixed-Staffel im Biathlon-Weltcup in derselben Saison, in der Daschkewitsch mit Ljudmila Arlouskaja, Sjarhej Nowikau und Ljudmila Ananka Vierter wurde, startete Daschkewitsch seit dem Beginn der Saison 2003/04 im Biathlon-Europacup. In seinem ersten Rennen, einem Sprint in Geilo, belegte er Platz 25. Das Beste Ergebnis erreichte er 2007 als Elfter in einem Einzel in Obertilliach. Gegen Ende der Saison 2005/06 wurde Daschkewitsch erstmals in einem Einzelrennen im Weltcup eingesetzt. In Pokljuka wurde er in seinem ersten Sprint 80. Seine beste Saison lief der Belarusse 2006/07. In Hochfilzen wurde er Sprint-60., in Oberhof Staffel-12. Das beste Ergebnis überhaupt erlief er bei den Biathlon-Weltmeisterschaften 2005 in Antholz. Im Einzel, seinem einzigen Rennen, belegte er Platz 55.
Bei den Sommerbiathlon-Weltmeisterschaften 2008 in Haute-Maurienne wurde Daschkewitsch Zehnter im Sprint sowie Fünfter in der Verfolgung und im Sprint.

## Biathlon-Weltcup-Platzierungen
Die Tabelle zeigt alle Platzierungen (je nach Austragungsjahr einschließlich Olympische Spiele und Weltmeisterschaften).
- 1.–3. Platz: Anzahl der Podiumsplatzierungen
- Top 10: Anzahl der Platzierungen unter den ersten zehn (einschließlich Podium)
- Punkteränge: Anzahl der Platzierungen innerhalb der Punkteränge (einschließlich Podium und Top 10)
- Starts: Anzahl gelaufener Rennen in der jeweiligen Disziplin
- Staffel: inklusive Mixed- und Single-Mixed-Staffeln

| Platzierung | Einzel | Sprint | Verfolgung | Massenstart | Staffel | Gesamt |
| ----------- | ------ | ------ | ---------- | ----------- | ------- | ------ |
| 1. Platz    |        |        |            |             |         |        |
| 2. Platz    |        |        |            |             |         |        |
| 3. Platz    |        |        |            |             |         |        |
| Top 10      |        |        |            |             | 1       | 1      |
| Punkteränge |        |        |            |             | 3       | 3      |
| Starts      | 3      | 10     |            |             | 3       | 16     |